# 市川友香
市川 友香（いちかわ ともか、9月11日 － ）は大阪府出身の女性モデル、レースクイーンである。フロンティアコーポレーション所属。血液型はO型。趣味は料理とスキューバダイビング。

## 活動履歴

### レースクイーン
- 2008年：全日本モトクロス選手権「Team SUZUKIレースクイーン」

### イベントコンパニオン
- 東京オートサロン、大阪オートメッセ（carrozzeria）
- モバックショー（ジャパンシステム）
- モーターサイクルショー（SUZUKI）

ほか